# Franz Bäke
Franz Bäke (ur. 28 lutego 1898 w Schwarzenfels, zm. 12 grudnia 1978 w Hagen) – doktor medycyny, niemiecki oficer Wehrmachtu w stopniu generała majora, as pancerny. Walczył podczas I wojny światowej, ale sławę zyskał dowodząc oddziałami ciężkich czołgów w czasie II wojny światowej. W cywilu Bäke był stomatologiem, doktorat obronił w 1923 roku.

## Odznaczenia
- Medal Pamiątkowy 1 października 1938[1]
- Okucie Ponownego Nadania Krzyża Żelaznego II Klasy (26 września 1939)[1]
- Medal za Kampanię Zimową na Wschodzie 1941/1942[1]
- Złota Odznaka za Rany
- Złota Odznaka Czołgisty - IV klasy
- 3 Tank Destruction Badges for Individual Combatants
- Krzyż Żelazny
  - II klasy
  - I klasy
- Krzyż Rycerski Krzyża Żelaznego z Liśćmi Dębu i Mieczami
  - Krzyż Rycerski (11 stycznia 1943)
  - Liście Dębu (1 sierpnia 1943)
  - Miecze (21 lutego 1944)

## Literatura
- Berger, Florian (1999). Mit Eichenlaub und Schwertern. Die höchstdekorierten Soldaten des Zweiten Weltkrieges. Selbstverlag Florian Berger. ISBN 3-9501307-0-5.
- Cole, Hugh M. (1997). The Lorraine Campaign. Washington, DC: Government Printing Office.
- Fellgiebel, Walther-Peer (2000). Die Träger des Ritterkreuzes des Eisernen Kreuzes 1939-1945. Friedburg, Germany: Podzun-Pallas. ISBN 3-7909-0284-5.
- Kurowski, Franz (1992). Panzer Aces. New York: Ballantine Book. ISBN 0-345-44884-7.
- Nash, Douglas E (2002). Hell's Gate: The Battle of the Cherkassy Pocket, January-February 1944. Stamford, CT: RZM Publishing. ISBN 0-9657584-3-5.
- Williamson, Gordon (2006). Knight's Cross, Oak-Leaves and Swords Recipients 1941-45. Osprey Publishing Ltd. ISBN 1-84176-643-7.